# Неготино (місто)
Него́тино (мак. Неготино) — молоде місто, адміністративний центр общини Неготино, Вардарський регіон, Північна Македонія.
Населення — 13284 особи (перепис 2002) в 4133 господарствах.
Були проведені археологічні розкопки території міста і визначено, що в античні часи тут знаходилось поселення Антигонея — 3 століття до н. е.